# آرون انگویمبات
آرون انگویمبات (انگلیسی: Aaron Nguimbat؛ زادهٔ ۱۳ مارس ۱۹۷۸) بازیکن سابق فوتبال اهل کامرون است.
از باشگاه‌هایی که در آن بازی کرده‌است می‌توان به باشگاه فوتبال اسکونتو و باشگاه فوتبال سریویجایا اشاره کرد.